# Cranbrook Tennis Classic
Il Cranbrook Tennis Classic è un torneo professionistico di tennis giocato sul cemento, che fa parte dell'ATP Challenger Tour. Si gioca annualmente dal 2023 al Cranbrook Tennis Complex di Bloomfield Hills, negli Stati Uniti.

## Albo d'oro

### Singolare
| Anno | Campione      | Finalista           | Punteggio           |
| ---- | ------------- | ------------------- | ------------------- |
| 2025 | Mark Lajal    | Andres Martin       | 6(7)–7, 7–5, 7–6(9) |
| 2024 | Learner Tien  | Nishesh Basavareddy | 4–6, 6–3, 6–4       |
| 2023 | Steve Johnson | Michail Kukuškin    | 6–4, 6(7)–7, 7–6(4) |

### Doppio
| Anno | Campioni                       | Finalista                      | Punteggio        |
| ---- | ------------------------------ | ------------------------------ | ---------------- |
| 2025 | Hsu Yu-hsiou Huang Tsung-hao   | Theodore Winegar Michael Zheng | 4–6, 6–3, [11–9] |
| 2024 | Ryan Seggerman Patrik Trhac    | Ozan Baris Nishesh Basavareddy | 4–6, 6–3, [10–6] |
| 2023 | Tristan Schoolkate Adam Walton | Blake Ellis Calum Puttergill   | 7–5, 6–3         |